# Phytomyza hendeli
Phytomyza hendeli este o specie de muște din genul Phytomyza, familia Agromyzidae, descrisă de Erich Martin Hering în anul 1923. Conform Catalogue of Life specia Phytomyza hendeli nu are subspecii cunoscute.